# Джонс, Джемма
Дженнифер Джемма Джонс (англ. Jennifer Gemma Jones, род. 4 декабря 1942) — британская актриса кино и телевидения.

## Юность
Джонс родилась в Мэрилебоне, в семье Гриффита Джонса (1909–2007), театрального актёра, и Ирен Айзек (1911–1985), домохозяйки. Её брат Николас Джонс также актёр. Окончила Королевскую академию драматического искусства.

## Карьера
Джемма Джонс дебютировала в Ноттингемском театре в 1965 году в роли Ани в пьесе «Вишнёвый сад». В 1966 году она сыграла оперную певицу Джузеппину Стреппони в пьесе «После Аиды» в театре Олд Вик. Известность ей принес сериал Би-би-си «Кенилворт» в котором она сыграла королеву Елизавету I и драма «Трофеи Пойнтона».
В середине 1970-х годов она обрела и международную известность, сыграв императрицу Фредерик в телевизионном драматическом сериале «Падение орлов» и Луизу Троттер в другой драме «Герцогиня Дьюк-стрит». В 1980 году она исполнила роль Порции в телевизионной шекспировской постановке «Венецианский купец» на Би-би-си.
Джонс сыграла миссис Дэшвуд  в удостоенной премии Оскар драме «Разум и чувства». Её партнёрами были: Кейт Уинслет, Алан Рикман и Эмма Томпсон. Она исполнила роли миссис Фэрфакс в «Джейн Эйр», Леди Куинсбери в «Уайльде», Грейс Уинслоу в «Мальчике Уинслоу», мать Бриджит Пэм Джонс в «Дневнике Бриджит Джонс» и Поппи Помфри в фильмах «Гарри Поттер и тайная комната», «Гарри Поттер и принц-полукровка» и «Гарри Поттер и Дары смерти - часть 2».
С 2007 по 2008 год она играла Конни Джеймс в драме «Призраки». Затем снялась в фильме Вуди Аллена «Ты встретишь таинственного незнакомца» в 2010 году. В 2011 году Джонс появилась в сериале «Мерлин».
Джонс получила телевизионную премию Британской академии за лучшую женскую роль второго плана за роль матери Нила Болдуина, Мэри, в телевизионном фильме «Чудесно».
В 2015 году Джонс сыграла роль Петунии Хоу в трехсерийном сериале «Капитал», основанном на одноименном романе Джона Ланчестера.

## Фильмография
| Год         | Фильм                                               | Оригинальное название фильма                 | Персонаж                         |
| ----------- | --------------------------------------------------- | -------------------------------------------- | -------------------------------- |
| 1962        | «Нет укрытия»                                       | No Hiding Place                              | Бренда                           |
| 1963        | «ITV Television Playhouse»                          | ITV Television Playhouse                     | Рейчел                           |
| 1963        | «Человеческие джунгли»                              | The Human Jungle                             | Памела Филлипс                   |
| 1964        | «Автомобили-Z»                                      | Z Cars                                       | Миссис Элдисс                    |
| 1964        | «Мальчик из дымохода»                               | The Chimney Boy                              | Глинис                           |
| 1964        | «Жизнь и смерть прекрасной Карен Гилхули»           | The Life and Death of Lovely Karen Gilhooley | Груша                            |
| 1965        | «Остров Сокровищ»                                   | Treasure Island                              | Миссис Тэйлор                    |
| 1965-1966   | «Театр 625»                                         | Theatre 625                                  | Нина/Виктуар/Люсиль Десмулен     |
| 1966        | «13 против судьбы»                                  | Thirteen Against Fate                        | Антуанетта Барон                 |
| 1962 - 1967 | «ITV Пьеса недели»                                  | ITV Play of the Week                         | Почтмейстер/Вера Фосет           |
| 1967        | «Радужный город»                                    | Rainbow City                                 | Мэри Стил                        |
| 1967        | «Кенилворт»                                         | Kenilworth                                   | Королева Елизавета I             |
| 1967        | «Мальчик встречает девочку»                         | Boy Meets Girl                               | Люсинда                          |
| 1968        | «Святилище»                                         | Sanctuary                                    | Сестра Стивенс                   |
| 1969        | «Игра в среду»                                      | The Wednesday Play                           | Клариса                          |
| 1970        | «Преступление страсти»                              | Crime of Passion                             | Николь Делкурт                   |
| 1970        | «Трофеи Пойнтона»                                   | The Spoils of Poynton                        | Фледа Ветч                       |
| 1971        | «Тени страха»                                       | Shadows of Fear                              | Джудит                           |
| 1970 - 1971 | «Играйте сегодня»                                   | Play for Today                               | Эдит/Анна Фёрт                   |
| 1971        | «Дьяволы»                                           | The Devils                                   | Мадлен                           |
| 1987        | «Инспектор Морс»                                    | Inspector Morse                              | Энн Стэйвели                     |
| 1988        | «Бумажный дом»                                      | Paperhouse                                   | доктор Сара Николс               |
| 1995        | «Разум и чувства»                                   | Sense and Sensibility                        | миссис Дэшвуд                    |
| 1995        | «Последнее лето любви»                              | Feast of July                                | миссис Уэйнрайт                  |
| 1997        | «Уайльд»                                            | Wilde                                        | Сибил Дуглас, маркиза Куинсберри |
| 1997        | «Птица Феникс и ковёр-самолёт»                      | The Phoenix and the Carpet                   | миссис Биббл                     |
| 1997        | «Джейн Эйр»                                         | Jane Eyre                                    | миссис Фэйрфакс                  |
| 1998        | «Гараж»                                             | O.K. Garage                                  | миссис Уиггинс                   |
| 1998        | «Теория полёта»                                     | The Theory of Flight                         | Энн                              |
| 1999        | «Приговор»                                          | The Winslow Boy                              | Грейс Уинслоу                    |
| 1999        | «Коттон Мэри»                                       | Cotton Mary                                  | миссис Фреда Дэвидс              |
| 2000        | «Долгота»                                           | Longitude                                    | Элизабет Харрисон                |
| 2001        | «Дневник Бриджит Джонс»                             | Bridget Jones’s Diary                        | миссис Джонс                     |
| 2001        | «Нет вестей от Бога»                                | Sin noticias de Dios                         | Нэнси                            |
| 2002        | «Убийства в Мидсомере», эпизод «Ring Out Your Dead» | Midsomer Murders                             | Мэйси Гуч                        |
| 2002        | «Бутлеггеры»                                        | Bootleg                                      | миссис Bubby                     |
| 2002        | «Призраки»                                          | Spooks                                       | Конни Джеймс                     |
| 2002        | «Гарри Поттер и Тайная комната»                     | Harry Potter and the Chamber of Secrets      | Поппи Помфри                     |
| 2003        | «Шанхайские рыцари»                                 | Shanghai Knights                             | Королева Виктория                |
| 2003        | «Поцелуй жизни»                                     | Kiss of Life                                 | Соня                             |
| 2003        | «Пять поросят»                                      | Five little Pigs                             | мисс Уильямс                     |
| 2004        | «Бриджит Джонс: Грани разумного»                    | Bridget Jones: The Edge of Reason            | миссис Джонс                     |
| 2005        | «Хрупкость»                                         | Fragile                                      | миссис/доктор Фолдер             |
| 2007        | «Стрелок»                                           | The Contractor                               | миссис Дэй                       |
| 2007        | «Балетные туфельки»                                 | Ballet Shoes                                 | доктор Джейкс                    |
| 2009        | «Гарри Поттер и Принц-полукровка»                   | Harry Potter and the Half-Blood Prince       | Поппи Помфри                     |
| 2010        | «Ты встретишь таинственного незнакомца»             | You Will Meet a Tall Dark Stranger           | Хелена Шебритч                   |
| 2010        | «Тайные дневники мисс Энн Листер»                   | The Secret Diaries of Miss Anne Lister       | тётушка Листер                   |
| 2011        | «Гарри Поттер и Дары Смерти: часть 2»               | Harry Potter and the Deathly Hallows         | Поппи Помфри                     |
| 2013        | «Смерть в раю»                                      | Death in Paradise                            | сестра Анна                      |
| 2017        | Божья земля                                         | God’s Own Country                            | Дейдре Саксби                    |
| 2020        | Аммонит                                             | Ammonite                                     | Молли Эннинг                     |
| 2022        | Благословление                                      | Benediction                                  | взрослая Эстер Гатти             |
| 2024        | Все совпадения неслучайны                           | Disclaimer                                   | Хелен                            |